# 써스펙트 (1995년 영화)
써스펙트(The Mangler)는 미국에서 제작된 토브 후퍼 감독의 1995년 공포 영화이다. 로버트 잉글런드 등이 주연으로 출연하였고 아낸트 싱 등이 제작에 참여하였다. 알려진 다른 제목은 맹글러이다.

## 출연

### 주연
- 로버트 잉글런드
- 테드 레빈
- 다니엘 맷모

### 조연
- 제레미 크러츨리
- 드미트리 필립스
- 대니 케오이
- 테드 르 플랏
- 토드 젠슨
- 숀 테일러

## 제작진
- 미술: 데이비드 마크험
- 배역: 크리스타 샴버거